# بیسبال در المپیک تابستانی ۱۹۹۶
بیسبال در بازی‌های المپیک تابستانی ۱۹۹۶ نام رویداد ورزش بیسبال در بازی‌های المپیک تابستانی بود که در سال ۱۹۹۶ برگزار شد.